# Ron Nyswaner
Ronald L. Nyswaner (né le 5 octobre 1956 à Clarksville, en Pennsylvanie) est un scénariste et réalisateur américain.

## Biographie
Nyswaner écrit son premier scénario pour le film Smithereens de Susan Seidelman. Après deux autres scénarios, il fait ses débuts de réalisateur avec Le Prince de Pennsylvanie en 1988, un film avec Keanu Reeves et Fred Ward.
Nyswaner, qui est un militant pour les droits des homosexuels, a souvent travaillé sur des films ayant comme sujet l'homosexualité, l'homophobie et le sida, par exemple Celluloid Closet. En 1993, il devient connu dans le monde entier pour son scénario du film Philadelphia, réalisé par Jonathan Demme, qui lui a valu des nominations pour les Oscars, le Golden Globe et le BAFTA.
En 2004, il publie Blue Days, Black Nights: A Memoir, qui raconte sa relation avec l'alcool, la drogue et les prostitués.

## Sources
- (en) Cet article est partiellement ou en totalité issu de l’article de Wikipédia en anglais intitulé « Ron Nyswaner » (voir la liste des auteurs).